# Кабаррус
Округ Кабаррус (англ. Cabarrus County) располагается в штате Северная Каролина, США. Официально образован в 1792 году. По состоянию на 2010 год, численность населения составляла 178 011 человек.

## География
По данным Бюро переписи США, общая площадь округа равняется 945,351 км2, из которых 942,761 км2 суша и 2,590 км2 или 0,160 % это водоемы.

## Население
По данным переписи населения 2000 года в округе проживает 131 063 жителей в составе 49 519 домашних хозяйств и 36 545 семей. Плотность населения составляет 139,00 человек на км2. На территории округа насчитывается 52 848 жилых строений, при плотности застройки около 56,00-ти строений на км2. Расовый состав населения: белые — 83,26 %, афроамериканцы — 12,18 %, коренные американцы (индейцы) — 0,34 %, азиаты — 0,91 %, гавайцы — 0,02 %, представители других рас — 2,30 %, представители двух или более рас — 0,99 %. Испаноязычные составляли 5,05 % населения независимо от расы.
В составе 34,90 % из общего числа домашних хозяйств проживают дети в возрасте до 18 лет, 59,20 % домашних хозяйств представляют собой супружеские пары проживающие вместе, 10,50 % домашних хозяйств представляют собой одиноких женщин без супруга, 26,20 % домашних хозяйств не имеют отношения к семьям, 21,80 % домашних хозяйств состоят из одного человека, 8,00 % домашних хозяйств состоят из престарелых (65 лет и старше), проживающих в одиночестве. Средний размер домашнего хозяйства составляет 2,60 человека, и средний размер семьи 3,03 человека.
Возрастной состав округа: 25,80 % моложе 18 лет, 8,10 % от 18 до 24, 32,50 % от 25 до 44, 22,10 % от 45 до 64 и 22,10 % от 65 и старше. Средний возраст жителя округа 35 лет. На каждые 100 женщин приходится 97,00 мужчин. На каждые 100 женщин старше 18 лет приходится 94,10 мужчин.
Средний доход на домохозяйство в округе составлял 46 140 USD, на семью — 53 692 USD. Среднестатистический заработок мужчины был 36 714 USD против 26 010 USD для женщины. Доход на душу населения составлял 21 121 USD. Около 4,80 % семей и 7,10 % общего населения находились ниже черты бедности, в том числе — 8,30 % молодежи (тех, кому ещё не исполнилось 18 лет) и 9,60 % тех, кому было уже больше 65 лет.